# Arvo Kangas
Karl Arvo Johannes Kangas, także Huhtala i Kauniskangas (ur. 13 czerwca 1886 w Vihti, zm. 8 lutego 1966 w Helsinkach) – zapaśnik reprezentujący Finlandię. Olimpijczyk ze Sztokholmu 1912, gdzie zajął szóste miejsce w wadze piórkowej.
Zajął czwarte miejsce na mistrzostwach świata w 1911 i piąte w 1921 roku. Trzeci na mistrzostwach kraju w 1921 roku.

## Letnie Igrzyska Olimpijskie 1912
| Konkurencja           | Rundy eliminacyjne          | Rundy eliminacyjne    | Rundy eliminacyjne      | Rundy eliminacyjne    | Rundy eliminacyjne       | Rundy eliminacyjne     | Klas. końcowa |
| Konkurencja           | Przeciwnik I                | Przeciwnik II         | Przeciwnik III          | Przeciwnik IV         | Przeciwnik V             | Przeciwnik VI          | Miejsce       |
| --------------------- | --------------------------- | --------------------- | ----------------------- | --------------------- | ------------------------ | ---------------------- | ------------- |
| 60 kg styl klasyczny. | Aleksandr Akondinow (RUS) Z | Harry Larsson (SWE) P | József Pongrácz (HUN) Z | Arvid Beckman (SWE) Z | Georg Gerstäcker (GER) Z | Kaarlo Koskelo (FIN) P | 6.            |